# 楊永強
楊永強，OBE，GBS，JP（Yeoh Eng-kiong，1946年4月16日—），腸胃肝臟科醫生。生於英屬馬來亞怡保，18歲定居英屬香港學醫，1994年任香港醫院管理局行政總裁，1999-2004年任衛生福利及食物局局長。

## 生平
1946年楊永強生於英屬馬來亞怡保，成長於以英文及馬來語教育為主的教育環境，亦懂粵語，但不懂閱讀中文。18歲定居英屬香港，入讀香港大學醫學院。曾於1969年當選香港大學學生會會長，惟僅上任半年便因學業成績欠佳而辭職。
1971年自港大畢業後，楊永強加入伊利沙伯醫院成為駐院醫生，1979年升任為顧問醫生，在愛滋病和肝炎研究方面享譽國際。其在1993年獲香港醫學專科學院認許為腸胃肝臟科專科醫生。
1990年12月加入當時新成立的臨時醫院管理局，出任執行總監一職，負責監督和統籌香港所有公立醫院的運作。1994年1月，醫院管理局改組，獲委任為首任行政總裁，1997年獲賜OBE勳銜。1999年9月出任衛生福利局局長。2002年7月1日，特區政府把衛生福利局和食物局合併，成立衛生福利及食物局，楊永強擔任其問責局長，於2004年因SARS的不當處理手法而請辭，其職由周一嶽接任。2005年獲特區政府頒授金紫荊星章（GBS）。

## 「沙士」疫潮
楊永強衛生福利及食物局局長任期內適逢嚴重急性呼吸系統綜合症（俗稱「沙士」）疫潮，但其應對手法備受傳媒批評。其中2003年3月14日，本港「沙士」個案數字不斷上升，但楊公開表示「香港無肺炎爆發」，並指「唔好等世界上啲人以為香港係有個非典型爆發，呢個對香港係不利」（不要令世界上的人以為香港有非典型爆發，這對香港不利），被指引致公眾對疫情疏於防範。楊其後在立法會聽證會就溝通失當道歉，並辯解稱其指「香港無肺炎爆發」的原意是區別當時尚未定名的「沙士」與其他社區肺炎病症，並修正傳媒將「沙士」與非典型肺炎視作同一概念的謬誤。
疫潮完結後，立法會「調查政府與醫院管理局對嚴重急性呼吸系統綜合症爆發的處理手法專責委員會」於2004年7月5日發表調查報告，指出楊「對2003年1月及2月初在廣東爆發的非典型肺炎警覺性不足」、「顯示不出他具備公眾期望政策局局長所應有的溝通技巧」，並謂其在處理沙士疫情時於各方面的表現皆未能令人滿意。報告發表後，楊指他作為問責局長願意承擔全部責任，但並未即時請辭，直至7月7日方迫於輿論壓力辭去衛生福利及食物局局長一職，後由周一嶽接任。
前任香港中文大學賽馬會公共衛生及基層醫療學院院長，現為香港中文大學醫療體系及政策研究所總監。

## 曾擔任的社會公職
- 香港醫務委員會執照組主席
- 香港腸胃學會會長
- 香港肝病學會會長
- 香港內科醫學院副會長
- 香港耆康老人福利會副會長
- 中國中華醫院管理學會名譽顧問
- 國際醫院聯盟主席
- 新生精神康復會副會長[7]